# Estação Mondubim
A Estação Mondubim é uma estação de metrô integrante da Linha 1 - Vermelha (Linha Sul) do Metrô de Fortaleza, operada pela Companhia Cearense de Transportes Metropolitanos (Metrofor). Localiza-se na Rua Manoel Sátiro, nº 1155, no bairro Mondubim, em Fortaleza, capital do Estado do Ceará, Brasil.
Próximo a estação localiza-se o Centro Urbano de Cultura Arte Ciência e Esporte do bairro Mondubim, conhecido como CUCA Mondubim, equipamento integrante da chamada Rede CUCA, mantido pela Prefeitura Municipal de Fortaleza. Também é atendido pela estação o Parque Urbano da Lagoa do Mondubim, equipamento público de lazer que conta com 200 mil metros quadrados de área urbanizada no entorno da Lagoa do Mondubim.
De acordo com dados da Companhia Cearense de Transportes Metropolitanos, a estação registrou 235.097 passageiros em 2024, o que representa uma média de aproximadamente 19.591 usuários por mês.

## Histórico

### Primórdios e estação de trens urbanos
Em meados do século XIX, a região do Mondubim, ao se organizar como distrito, tornou-se uma zona de exportação de madeiras e tijolos de alvenaria, levando os diretores da então Companhia Cearense da Estrada de Ferro de Baturité a construírem uma estação ferroviária no local, na altura no quilômetro 13,2 da ferrovia. A nova estação foi inaugurada em 14 de janeiro de 1875, quando o primeiro comboio parou no local. Desse modo, a estação passou a ser utilizada pelos madeireiros e proprietários de olarias da região, além de passageiros que puderam aproveitar o serviço de viagens de longa distância por mais de um século, até 1988, quando o serviço foi definitivamente encerrado.
No ano de 1980, uma nova plataforma foi construída em frente a edificação original. No ano seguinte, a centenária estação inaugurada em 1875 foi demolida.
Em 1986, o governo brasileiro contratou a Agência de Cooperação Internacional do Japão (JICA) para elaborar um projeto de eletrificação e modernização das Linhas Tronco Norte e Sul do Trem Urbano de Fortaleza, administrado na época pela Rede Ferroviária Federal (RFFSA). Em abril de 1988, o governo do estado lançou oficialmente o Trem Metropolitano de Fortaleza (Metrofor), cujo custo inicial foi estimado em 290 milhões de dólares para a reformulação das Linhas Norte (atual Linha Oeste) e Sul. A construção do projeto dependia da liberação de US$ 180 milhões dos bancos Japan Export-Import Bank, Banque de Paris et des Pays-Bas S.A. (Paribas) e do acordo do Brasil com o Fundo Monetário Internacional (FMI).
Em outubro de 1998, foi anunciada a vitória do consórcio responsável pela construção da Linha Sul do Metrô de Fortaleza, formado pelas empresas Queiróz Galvão, Camargo Corrêa, ABB Daimler Transportation, CMW Equipamentos, GEC Alsthom Transport e Siemens. O valor do contrato era de R$ 333.318.897,89. As obras tiveram início no ano seguinte, em 1999.
No dia 14 de março de 2009, o trem urbano parou na estação Mondubim pela última vez. No dia seguinte, teve início a demolição da antiga plataforma para a construção de uma nova estação como parte do avanço das obras do metrô. Após o encerramento das atividades os trens urbanos continuaram passando pela região, mas sem parar, até 11 de janeiro de 2010, quando ocorreu o fim definitivo das operações de trens urbanos em toda a Linha Sul.

### Estação de metrô
Aproximadamente treze anos após o início das obras, a Linha Sul realizou sua viagem inaugural em 15 de junho de 2012. O trem percorreu, pela primeira vez com passageiros, 15 quilômetros, saindo da estação Carlito Benevides, no município de Pacatuba, até a estação Parangaba, em Fortaleza, realizando o percurso em 15 minutos.
A solenidade da viagem inaugural, que contou com a presença de diversas autoridades, marcou a entrega do primeiro trecho (Carlito Benevides ↔ Parangaba), no qual está localizada a estação Mondubim, da primeira linha de metrô da capital cearense. A partir daquele dia, a linha passou a funcionar em operação assistida. Durante esse período, a Linha Sul operou de forma limitada. Inicialmente, a operação ocorria de segunda a sexta-feira, das 9h às 12h, com um headway (intervalo entre os trens) de 20 minutos. O tempo de operação foi progressivamente estendido ao longo da operação assistida e após o início da operação comercial, até chegar ao horário atual: de segunda a sábado, das 5h30 às 23h. A operação comercial da linha teve início em 1º de outubro de 2014.

## Características
Estação de superfície, com uma única plataforma em ilha e estruturas predominantemente em concreto aparente, seguindo o modelo presente na maioria das estações de superfície da Linha Sul do Metrô de Fortaleza. Ao longo da edificação estão dispostos mapas do sistema, painéis de informações, sistema de sonorização para avisos e telas de LED na plataforma. A estação também dispõe de elevador, piso tátil, mapa tátil e avisos sonoros que garantem acesso e boa utilização do Metrô de Fortaleza a todos os cidadãos, incluindo aqueles que possuem alguma deficiência ou estão com mobilidade reduzida por qualquer razão. Além disso, as equipes presentes na estação, compostas por agentes de estação e vigilantes, recebem treinamento especializado para ajudar no embarque e desembarque desses passageiros, e estão sempre atentos para oferecer ajuda a quem necessitar.
É também garantido gratuidade às pessoas com deficiência que estejam dentro dos critérios legais para usufruir deste benefício. Para isso, é necessário apresentar, na estação, o Cartão Gratuidade Pessoa com Deficiência, emitido pela Empresa de Transporte Urbano de Fortaleza (Etufor).